# Nati il 3 luglio
| Questa pagina contiene informazioni ricavate automaticamente dalle voci biografiche con l'ausilio del template Bio e di un bot. L'aggiornamento è periodico e automatico e ricostruisce completamente la pagina. Se manca una persona in questa lista, sei pregato di non aggiungerla, ma accertati piuttosto che la sua voce biografica contenga il template Bio e che i dati anagrafici siano correttamente compilati. Se il template Bio manca, inseriscilo tu stesso o, in alternativa, metti l'avviso {{tmp\|Bio}} che ne segnala la mancanza. Se i dati riportati sono sbagliati, correggi direttamente la voce biografica; le modifiche saranno visibili in questa lista entro pochi giorni. Per chiarimenti vedi il progetto biografie. La lista contiene solo le 1.126 persone che sono citate nell'enciclopedia e per le quali è stato implementato correttamente il template Bio. Pagina aggiornata al 17 ago 2025. |

## IV secolo(1)
- 321 - Valentiniano I, imperatore e militare romano († 375)

## XIV secolo(1)
- 1388 - Neri di Gino Capponi, politico italiano († 1457)

## XV secolo(3)
- 1423 - Luigi XI di Francia, re francese († 1483)
- 1442 - Go-Tsuchimikado, imperatore giapponese († 1500)
- 1499 - Piero Vettori, scrittore, filologo classico e umanista italiano († 1585)

## XVI secolo(6)
- 1518 - Li Shizhen, scienziato e farmacologo cinese († 1593)
- 1530 - Claude Fauchet, storico francese († 1602)
- 1550 - Jacobus Gallus, compositore sloveno († 1591)
- 1576 - Anna di Prussia, nobile tedesca († 1625)
- 1589 - Johann Georg Wirsung, medico, anatomista e chirurgo tedesco († 1643)
- 1590 - Lucrezia Orsina Vizzana, cantante, organista e compositrice italiana († 1662)

## XVII secolo(13)
- 1601 - Marcantonio II Borghese, nobile italiano († 1658)
- 1620 - Raffaele Fabretti, storico e archeologo italiano († 1700)
- 1630 - Pietro Simone Agostini, compositore italiano († 1680)
- 1632 - Tielman van Gameren, architetto e ingegnere olandese († 1706)
- 1643 - Alessandro Stradella, compositore italiano († 1682)
- 1643 - Johann Ernst von Thun und Hohenstein, arcivescovo cattolico austriaco († 1709)
- 1664 - James Stanley, X conte di Derby, nobile e politico inglese († 1736)
- 1665 - Dmitrij Michajlovič Golicyn, politico russo († 1737)
- 1676 - Leopoldo I di Anhalt-Dessau, principe tedesco († 1747)
- 1681 - Jacopo Guglielmi, compositore italiano († 1742)
- 1682 - Albertina Federica di Baden-Durlach, principessa tedesca († 1755)
- 1683 - Edward Young, poeta britannico († 1765)
- 1686 - Buonafede Vitali, medico italiano († 1745)

## XVIII secolo(27)
- 1706 - Johann Joseph von Khevenhüller-Metsch, nobile, politico e diplomatico austriaco († 1776)
- 1708 - Antonio Sacco, attore teatrale italiano († 1788)
- 1709 - Guglielmina di Prussia, prussiana († 1758)
- 1715 - Charles Saunders, ammiraglio britannico († 1775)
- 1716 - Philipp Gotthard von Schaffgotsch, vescovo cattolico boemo († 1795)
- 1717 - Joseph-Marie-François de Lassone, medico e chimico francese († 1788)
- 1728 - Robert Adam, architetto scozzese († 1792)
- 1734 - Henry Herbert, X conte di Pembroke, nobile e generale inglese († 1794)
- 1738 - John Singleton Copley, pittore statunitense († 1815)
- 1742 - Giovanni I Nepomuceno di Schwarzenberg, nobile e imprenditore boemo († 1789)
- 1746 - Sofia Maddalena di Danimarca, danese († 1813)
- 1755 - Ombline Gonneau-Montbrun, francese († 1846)
- 1760 - Silas Lee, politico e giudice statunitense († 1814)
- 1764 - Guglielmina Federica di Württemberg, duca († 1817)
- 1767 - Jean Joseph Dessolles, generale e politico francese († 1828)
- 1770 - Michel-Joseph Gentil de Chavagnac, drammaturgo e cantautore francese († 1846)
- 1771 - Cristina Boyer, nobile francese († 1800)
- 1772 - Enrico Carlo di Württemberg, duca († 1838)
- 1775 - Antonio Filippo di Borbone-Orléans, principe francese († 1807)
- 1780 - Vincenzo Mistrali, politico e poeta italiano († 1846)
- 1782 - Pierre Berthier, mineralogista e geologo francese († 1861)
- 1783 - Federico Guglielmo Carlo di Prussia, nobile († 1851)
- 1788 - Frédéric Regnault de La Susse, ammiraglio francese († 1860)
- 1789 - Friedrich Overbeck, pittore tedesco († 1869)
- 1790 - George Brown, generale inglese († 1865)
- 1791 - Luigi Gherardeschi, compositore e organista italiano († 1871)
- 1799 - Placido Mandanici, compositore italiano († 1852)

## XIX secolo(164)
- 1804 - Edoardo di Sassonia-Altenburg, nobile tedesco († 1852)
- 1805 - Ferdinando Carbonai, medico italiano († 1855)
- 1805 - Jean-Baptiste Nothomb, politico e diplomatico belga († 1881)
- 1807 - Domenico Fanelli, vescovo cattolico italiano († 1883)
- 1808 - Theodor Haumann, violinista e insegnante belga († 1878)
- 1810 - Rafael María Baralt y Montúfar, poeta, storico e filologo venezuelano († 1860)
- 1811 - Bartolomeo d'Avanzo, cardinale e vescovo cattolico italiano († 1884)
- 1812 - Rudolf Obermann, educatore e ginnasta svizzero († 1869)
- 1813 - Benedetto Lavecchia Guarnieri, arcivescovo cattolico italiano († 1896)
- 1813 - Jacinto Vera, vescovo cattolico uruguaiano († 1881)
- 1814 - José Sadoc Alemany y Conill, arcivescovo cattolico spagnolo († 1888)
- 1814 - Matilde di Hohenlohe-Öhringen, nobile tedesca († 1888)
- 1819 - Louis Théodore Gouvy, compositore tedesco († 1898)
- 1821 - Ferdinand Kürnberger, scrittore austriaco († 1879)
- 1823 - Giovanni Andrea Berlam, architetto austriaco († 1892)
- 1824 - Albrecht Theodor Middeldorpf, chirurgo tedesco († 1868)
- 1827 - Maria Hille, fotografa olandese († 1893)
- 1827 - Anton von Schönfeld, generale austriaco († 1898)
- 1828 - Władysław Czartoryski, nobile, diplomatico e filantropo polacco († 1894)
- 1828 - Francesco Saverio Sipari, scrittore, poeta e politico italiano († 1874)
- 1830 - Leo Meyer, filologo tedesco († 1910)
- 1835 - Édouard Grimaux, chimico francese († 1900)
- 1835 - Robert Michaelis von Olshausen, chirurgo e ginecologo tedesco († 1915)
- 1836 - Hugo Laspeyres, mineralogista tedesco († 1913)
- 1837 - Vincenzo Forcella, bibliotecario e storico italiano († 1906)
- 1837 - Henry Christopher McCook, pastore protestante, aracnologo e entomologo statunitense († 1911)
- 1842 - Hermann Breymann, filologo e pedagogista tedesco († 1910)
- 1842 - Otto Stolz, matematico austriaco († 1905)
- 1843 - Wilhelm Studemund, filologo classico tedesco († 1889)
- 1844 - Dankmar Adler, architetto e ingegnere statunitense († 1900)
- 1845 - Fëdor Vasil'evič Dubasov, ammiraglio russo († 1912)
- 1845 - Victor Leydet, politico francese († 1908)
- 1846 - Giovanni Sforza, nobile, letterato e storico italiano († 1922)
- 1848 - Lothar von Trotha, generale tedesco († 1920)
- 1848 - Joseph d'Ursel, nobile, politico e senatore belga († 1903)
- 1849 - Prosper-René Blondlot, fisico francese († 1930)
- 1850 - Roberto Brusati, generale italiano († 1935)
- 1850 - Santu Casanova, scrittore francese († 1936)
- 1850 - Alfredo Keil, compositore, pittore e poeta portoghese († 1907)
- 1851 - Hugo Fähndrich, scacchista austriaco († 1930)
- 1852 - Theodore Robinson, pittore statunitense († 1896)
- 1854 - Leoš Janáček, compositore, musicologo e teorico della musica ceco († 1928)
- 1854 - Paolo Morrone, generale e politico italiano († 1937)
- 1857 - Alfred Keogh, medico irlandese († 1936)
- 1858 - George Cholmondeley, IV marchese di Cholmondeley, nobile inglese († 1923)
- 1859 - Mathurin Guillemé, missionario e vescovo cattolico francese († 1942)
- 1859 - Pierre-Marie Termier, geologo francese († 1930)
- 1860 - Charlotte Perkins Gilman, sociologa, scrittrice e poetessa statunitense († 1935)
- 1860 - Théodore Reinach, filologo classico, numismatico e politico francese († 1928)
- 1860 - Hubert Work, politico statunitense († 1942)
- 1861 - Peter Jackson, pugile australiano († 1901)
- 1862 - Friedrich Koch, compositore e violoncellista tedesco († 1927)
- 1862 - Bolesława Lament, religiosa polacca († 1946)
- 1863 - Vittorio Luigi Alfieri, generale e politico italiano († 1918)
- 1864 - Filippo Cifariello, scultore italiano († 1936)
- 1864 - Giacomo Emilio Curatulo, ginecologo e politico italiano († 1948)
- 1864 - Axel Olrik, storiografo danese († 1917)
- 1864 - Hedwiga Rosenbaumová, tennista boema († 1939)
- 1865 - Lodovico Braidotti, architetto italiano († 1939)
- 1865 - Arthur Mackley, attore e regista inglese († 1926)
- 1866 - Henry Frederick Baker, matematico britannico († 1956)
- 1866 - Albert Gottschalk, pittore danese († 1906)
- 1866 - Gerhard Tappen, militare tedesco († 1953)
- 1866 - Bernardino Verro, sindacalista e politico italiano († 1915)
- 1866 - Ambroise Vollard, imprenditore, gallerista e mercante d'arte francese († 1939)
- 1867 - Bernard Brunhes, geofisico francese († 1910)
- 1867 - Federico Flora, economista, giornalista e politico italiano († 1958)
- 1869 - Giuseppe Boffito, letterato, bibliografo e storico della scienza italiano († 1944)
- 1869 - Alexander Heinrich Heyland, ingegnere tedesco († 1943)
- 1870 - Richard Bedford Bennett, politico canadese († 1947)
- 1870 - Achille Dardano, geografo e cartografo italiano († 1938)
- 1871 - Ulisse Stacchini, architetto italiano († 1947)
- 1871 - Giovanni Vidari, pedagogista e traduttore italiano († 1934)
- 1873 - Robert Hawthorn Kitson, pittore inglese († 1947)
- 1874 - Jean Collas, rugbista a 15 e tiratore di fune francese († 1928)
- 1874 - Margaret G. Hays, illustratrice e fumettista statunitense († 1925)
- 1875 - Ernst Ferdinand Sauerbruch, chirurgo tedesco († 1951)
- 1876 - Oskar Näumann, ginnasta tedesco († 1937)
- 1876 - Ralph Barton Perry, filosofo statunitense († 1957)
- 1876 - Robert Knud Pilger, botanico tedesco († 1953)
- 1877 - Gerolamo Gaslini, imprenditore, filantropo e politico italiano († 1964)
- 1877 - Domenico Viglione Borghese, baritono e attore italiano († 1957)
- 1877 - Peppino Villani, cantante e attore teatrale italiano († 1942)
- 1877 - Alvin Wyckoff, direttore della fotografia statunitense († 1957)
- 1878 - George M. Cohan, attore, scrittore e produttore teatrale statunitense († 1942)
- 1879 - Alfred Korzybski, ingegnere, filosofo e matematico polacco († 1950)
- 1880 - Lejaren à Hiller, fotografo, illustratore e produttore cinematografico statunitense († 1969)
- 1880 - Carl Schuricht, compositore e direttore d'orchestra tedesco († 1967)
- 1881 - Horace Bailey, calciatore inglese († 1960)
- 1881 - Ber Borochov, politico e filologo russo († 1917)
- 1881 - Heinrich Brandler, politico, sindacalista e scrittore tedesco († 1967)
- 1881 - Leon Errol, attore e regista australiano († 1951)
- 1881 - Natal'ja Sergeevna Gončarova, pittrice, illustratrice e scenografa russa († 1962)
- 1881 - Alessandro Viglio, storico italiano († 1944)
- 1881 - Sultan II bin Zayed Al Nahyan, sovrano emiratino († 1926)
- 1882 - Dirk Lotsij, calciatore olandese († 1965)
- 1883 - Pierre Charles, presbitero, filosofo e teologo belga († 1954)
- 1883 - Émile-Georges Drigny, nuotatore e pallanuotista francese († 1957)
- 1883 - Franz Kafka, scrittore austro-ungarico († 1924)
- 1884 - Alis Levi, pittrice e scrittrice inglese († 1982)
- 1884 - Frank Jefferis, calciatore inglese († 1938)
- 1884 - Gilbert Miller, impresario teatrale statunitense († 1969)
- 1885 - Grete Freund, cantante e attrice austriaca († 1982)
- 1886 - Maurice Bigué, calciatore francese († 1972)
- 1886 - Giovanni Battista Caproni, ingegnere aeronautico, imprenditore e pioniere dell'aviazione italiano († 1957)
- 1886 - Francis Carco, scrittore francese († 1958)
- 1886 - John Howard Dellinger, ingegnere statunitense († 1962)
- 1886 - Raymond Spruance, ammiraglio statunitense († 1969)
- 1887 - Joel W. Bunkley, ammiraglio statunitense († 1967)
- 1887 - Carl Klæth, ginnasta norvegese († 1966)
- 1887 - Hendrika Johanna van Leeuwen, fisica olandese († 1974)
- 1887 - Giuseppe Ornati, liutaio italiano († 1965)
- 1887 - Elith Pio, attore danese († 1983)
- 1888 - Carlo De Luca, politico italiano († 1958)
- 1888 - Emmanuel Gambardella, giornalista e dirigente sportivo francese († 1953)
- 1888 - Ramón Gómez de la Serna, scrittore, giornalista e aforista spagnolo († 1963)
- 1888 - Kagaku Murakami, pittore e illustratore giapponese († 1939)
- 1888 - Giovanni Tonetti, partigiano e politico italiano († 1970)
- 1888 - Franz Weber, calciatore austriaco († 1947)
- 1889 - Richard Cramer, attore statunitense († 1960)
- 1890 - Gilberto Crepax, violoncellista italiano († 1970)
- 1890 - Arthur Gouge, ingegnere britannico († 1962)
- 1891 - Bridget Dowling, scrittrice irlandese († 1969)
- 1891 - Fritz Fürst, calciatore tedesco († 1954)
- 1891 - Richard Kuthan, calciatore austriaco († 1958)
- 1891 - Rafael Heliodoro Valle, giornalista, diplomatico e storico honduregno († 1959)
- 1892 - Annibale Brivio Sforza, XII marchese di Santa Maria in Prato, nobile, diplomatico e numismatico italiano († 1988)
- 1892 - Albert Desbrisay Carter, militare e aviatore canadese († 1919)
- 1892 - Ezio D'Errico, scrittore e sceneggiatore italiano († 1972)
- 1892 - Biagio Nazzaro, pilota motociclistico e pilota automobilistico italiano († 1922)
- 1892 - Willi Ritterbusch, politico tedesco († 1981)
- 1893 - Amaluddin Al Sani Perkasa Alamsyah, sovrano indonesiano († 1945)
- 1893 - Sándor Bortnyik, pittore e disegnatore ungherese († 1976)
- 1893 - Biagio Cavanna, pistard e dirigente sportivo italiano († 1961)
- 1893 - Paul Faure, calciatore francese († 1921)
- 1893 - Mississippi John Hurt, cantante e chitarrista statunitense († 1966)
- 1893 - Günther Rohr, generale tedesco († 1966)
- 1894 - Jaime de Barros Câmara, cardinale e arcivescovo cattolico brasiliano († 1971)
- 1894 - Bianca Scacciati, soprano italiano († 1948)
- 1895 - Marcello Canino, ingegnere e architetto italiano († 1970)
- 1896 - Jose Cojuangco, politico e imprenditore filippino († 1976)
- 1896 - Ivan Dresser, mezzofondista statunitense († 1956)
- 1896 - Doris Lloyd, attrice inglese († 1968)
- 1896 - Irmgard Sörensen-Popitz, illustratrice e pubblicitaria tedesca († 1996)
- 1897 - Jesse Douglas, matematico statunitense († 1965)
- 1897 - Heliodor Píka, antifascista e generale cecoslovacco († 1949)
- 1897 - Charles Tillon, partigiano, politico e saggista francese († 1993)
- 1898 - Georges Bonello, calciatore francese († 1985)
- 1898 - Domenico Ciufoli, politico italiano († 1975)
- 1898 - Wilhelm Falk, calciatore tedesco († 1961)
- 1898 - Stefan Grelewski, presbitero polacco († 1941)
- 1898 - Edgar Hoffmann Price, scrittore statunitense († 1988)
- 1898 - Fritz Metzger, architetto svizzero († 1973)
- 1898 - Giuseppe Padulli, scacchista italiano († 1932)
- 1898 - Stefanos Stefanopoulos, politico greco († 1982)
- 1898 - Eugenio Szabados, scacchista italiano († 1974)
- 1899 - Giorgio Chiavacci, schermidore italiano († 1969)
- 1899 - Ludwig Guttmann, neurologo e dirigente sportivo tedesco († 1980)
- 1899 - Peter Thomas McKeefry, cardinale neozelandese († 1973)
- 1899 - Urbain Wallet, calciatore francese († 1973)
- 1900 - Priamo Bigiandi, politico e partigiano italiano († 1961)
- 1900 - Alessandro Blasetti, regista, sceneggiatore e montatore italiano († 1987)
- 1900 - Max Jacobson, medico tedesco († 1979)
- 1900 - George Schiller, velocista statunitense († 1946)

## XX secolo(871)
- 1901 - José Lins do Rego, scrittore e sceneggiatore brasiliano († 1957)
- 1902 - Angelo Giacomo Mott, politico e medico italiano († 1963)
- 1902 - Ralph Samuelson, statunitense († 1977)
- 1903 - Ace Bailey, hockeista su ghiaccio canadese († 1992)
- 1903 - David Webster, imprenditore inglese († 1971)
- 1904 - Charles Allé, calciatore francese († 1994)
- 1905 - Wynne Gibson, attrice statunitense († 1987)
- 1905 - Friedrich Hartjenstein, militare tedesco († 1954)
- 1905 - Carlo Iantaffi, attore e compositore italiano
- 1905 - Thomas Bertram Lonsdale Webster, grecista britannico († 1974)
- 1906 - Jack Earle, attore statunitense († 1952)
- 1906 - Franco Floris, compositore italiano († 1998)
- 1906 - Hilde Körber, attrice austriaca († 1969)
- 1906 - Alberto Lleras Camargo, giornalista, politico e diplomatico colombiano († 1990)
- 1906 - George Sanders, attore britannico († 1972)
- 1907 - Horia Sima, politico rumeno († 1993)
- 1908 - Héctor Croxatto Rezzio, fisiologo cileno († 2010)
- 1908 - M. F. K. Fisher, scrittrice statunitense († 1992)
- 1908 - Michel Godin, schermidore francese († 1978)
- 1908 - Paul Nogier, docente francese († 1996)
- 1908 - Lewis J. Rachmil, scenografo e produttore cinematografico statunitense († 1984)
- 1909 - Max Bravmann, islamista tedesco († 1977)
- 1909 - David Cairns, V conte Cairns, ammiraglio inglese († 1989)
- 1909 - Norma Mascellani, pittrice italiana († 2009)
- 1909 - Stauros Niarchos, armatore, imprenditore e collezionista d'arte greco († 1996)
- 1909 - Goliardo Padova, pittore italiano († 1979)
- 1909 - Hilde Weissner, attrice tedesca († 1987)
- 1910 - Domenica Ercolani, supercentenaria italiana († 2023)
- 1910 - Feodora di Danimarca, principessa danese († 1975)
- 1910 - Marcellite Garner, doppiatrice statunitense († 1993)
- 1911 - Silvano Abbà, pentatleta e militare italiano († 1942)
- 1911 - Elio Maldini, ciclista su strada italiano († 1995)
- 1911 - Italo Pietra, partigiano, giornalista e scrittore italiano († 1991)
- 1911 - Charles Van den Ouwelant, missionario e vescovo cattolico olandese († 2003)
- 1912 - Remo Galli, allenatore di calcio e calciatore italiano († 1993)
- 1912 - Xavier Léon-Dufour, gesuita e teologo francese († 2007)
- 1912 - Folco Lulli, attore, regista e partigiano italiano († 1970)
- 1912 - Elizabeth Taylor, scrittrice britannica († 1975)
- 1912 - Giovanni Villotti, calciatore italiano
- 1912 - Kåre Walberg, saltatore con gli sci norvegese († 1988)
- 1913 - Giuseppe Calabrese, imprenditore e inventore italiano († 1998)
- 1913 - Frederick William Deakin, storico e militare britannico († 2005)
- 1913 - Dorothy Kilgallen, giornalista e conduttrice televisiva statunitense († 1965)
- 1913 - Pierre Nguyễn Huy Mai, vescovo cattolico vietnamita († 1990)
- 1914 - George Bruns, compositore statunitense († 1983)
- 1914 - Heinz Ditgens, calciatore e allenatore di calcio tedesco († 1998)
- 1914 - Don Haggerty, attore statunitense († 1988)
- 1914 - Fernando Paggi, direttore d'orchestra e musicista italiano († 1973)
- 1914 - Marmaduke Pattle, militare e aviatore sudafricano († 1941)
- 1914 - Carl Scarborough, pilota automobilistico statunitense († 1953)
- 1914 - Fulvio Vernizzi, direttore d'orchestra italiano († 2005)
- 1915 - Lanfranco Caretti, filologo, critico letterario e italianista italiano († 1995)
- 1915 - Renzo Gobbi, calciatore italiano († 1969)
- 1915 - Marta Grandi, entomologa italiana († 2005)
- 1915 - Heinz Körvers, pallamanista tedesco († 1942)
- 1915 - Luciano Mencaraglia, politico italiano († 2002)
- 1915 - Galliano Sbarra, attore italiano († 1987)
- 1915 - Bob Sims, cestista statunitense († 1994)
- 1915 - Giulio Zaro, calciatore italiano († 1998)
- 1916 - John Kundla, allenatore di pallacanestro e dirigente sportivo statunitense († 2017)
- 1916 - Jean Offenberg, militare e aviatore belga († 1942)
- 1916 - Fernand Prudhomme, cestista francese († 1993)
- 1916 - Lyda C. Ripandelli, regista e sceneggiatrice italiana († 1997)
- 1917 - Syvilla Fort, ballerina, coreografa e insegnante statunitense († 1975)
- 1917 - João Saldanha, giornalista, allenatore di calcio e calciatore brasiliano († 1990)
- 1918 - Alberto Del Nero, politico italiano († 1986)
- 1918 - Egil Jevanord, calciatore norvegese († 2000)
- 1918 - Ernest Vandiver, politico e generale statunitense († 2005)
- 1919 - Mauro Cía, pugile argentino († 1990)
- 1919 - Hampe Faustman, attore e regista svedese († 1961)
- 1919 - Barbara Abney-Hastings, XIII contessa di Loudoun, nobile scozzese († 2002)
- 1919 - Joseph Rego-Costa, calciatore statunitense († 2002)
- 1919 - Gabriel Valdés, politico cileno († 2011)
- 1920 - Louise Allbritton, attrice statunitense († 1979)
- 1920 - Sergio Mendizábal, attore spagnolo († 2005)
- 1920 - Emilio de Rossignoli, giornalista e scrittore italiano († 1984)
- 1921 - Max Angst, bobbista svizzero († 2002)
- 1921 - Thor Axelsson, canoista finlandese († 2012)
- 1921 - Aldo Busatti, critico letterario italiano († 2008)
- 1921 - Susan Peters, attrice statunitense († 1952)
- 1921 - François Reichenbach, regista e sceneggiatore francese († 1993)
- 1921 - Lorenzo Robledo, attore spagnolo († 2006)
- 1921 - Stefano Melchiade Tramonte, medico italiano († 2002)
- 1922 - Guillaume Cornelis van Beverloo, pittore e scultore belga († 2010)
- 1922 - Boody Gilbertson, cestista statunitense († 2015)
- 1922 - Lars-Magnus Lindgren, regista e sceneggiatore svedese († 2004)
- 1922 - Giuseppe Montanucci, grafico e gallerista italiano († 2000)
- 1922 - Howie Schultz, giocatore di baseball, cestista e allenatore di pallacanestro statunitense († 2009)
- 1923 - Beniamino Finocchiaro, politico italiano († 2003)
- 1923 - Augusto Grasso, compositore italiano († 2010)
- 1923 - Henriette Grindat, fotografa svizzera († 1986)
- 1923 - Johnny Hartman, cantante e pianista statunitense († 1983)
- 1923 - Charles Hernu, politico francese († 1990)
- 1923 - Gino Peguri, compositore e arrangiatore italiano († 1991)
- 1923 - James Athanasius Weisheipl, presbitero, filosofo e scrittore statunitense († 1985)
- 1923 - Felipe Zetter, calciatore messicano († 2013)
- 1924 - Jack Johnson, calciatore e allenatore di calcio danese († 2002)
- 1924 - Angelo La Barbera, mafioso italiano († 1975)
- 1924 - Siro Lombardini, economista e politico italiano († 2013)
- 1924 - Alessandro Menchinelli, politico e partigiano italiano († 2013)
- 1924 - Sellapan Ramanathan, politico singaporiano († 2016)
- 1924 - Günter Schneider, calciatore tedesco orientale († 2000)
- 1925 - Emidio Cavigioli, calciatore italiano († 2015)
- 1925 - Georgette Coste, cestista e allenatrice di pallacanestro francese († 2009)
- 1925 - Conrad Klemm, flautista svizzero († 2010)
- 1925 - Euro Teodori, compositore, musicista e attore italiano († 2014)
- 1925 - Anatolij Vasil'evič Ėfros, regista sovietico († 1987)
- 1926 - Rae Allen, attrice statunitense († 2022)
- 1926 - Johnny Coles, trombettista statunitense († 1997)
- 1926 - Norberto Galli, presbitero e pedagogista italiano († 2018)
- 1926 - Joseph Gaydos, politico statunitense († 2015)
- 1926 - Sybille Haynes, etruscologa britannica
- 1927 - Pierre Cahuzac, calciatore e allenatore di calcio francese († 2003)
- 1927 - Zdeňka Honsová, ginnasta ceca († 1994)
- 1927 - Carol Ohmart, attrice e modella statunitense († 2002)
- 1927 - Ken Russell, regista e sceneggiatore britannico († 2011)
- 1928 - Georges-Jean Arnaud, scrittore francese († 2020)
- 1928 - Fritz Cejka, calciatore austriaco († 2020)
- 1928 - Günter Bruno Fuchs, poeta e scrittore tedesco († 1977)
- 1928 - Jan Machulski, attore polacco († 2008)
- 1929 - Joanne Herring, imprenditrice, attivista e diplomatica statunitense
- 1929 - Enzo Spaltro, psicologo e autore televisivo italiano († 2021)
- 1930 - F.X. Toole, pugile, allenatore di pugilato e scrittore statunitense († 2002)
- 1930 - Pete Fountain, clarinettista statunitense († 2016)
- 1930 - Kinji Fukasaku, regista e scrittore giapponese († 2003)
- 1930 - Pier Augusto Gemignani, medico italiano († 1997)
- 1930 - Ulrico Girardi, bobbista italiano († 1986)
- 1930 - Carlos Kleiber, direttore d'orchestra tedesco († 2004)
- 1930 - José Luis Lamadrid, calciatore messicano († 2021)
- 1930 - Ferdinando Riva, allenatore di calcio e calciatore svizzero († 2014)
- 1930 - Raúl Urra, cestista cileno († 2014)
- 1931 - Pierre Albrecht, cestista svizzero († 2019)
- 1931 - Luciano Comaschi, calciatore e allenatore di calcio italiano († 2019)
- 1931 - Raúl Fontaina, imprenditore e conduttore televisivo uruguaiano († 2008)
- 1931 - Umberto Levorato, rugbista a 15 e allenatore di rugby a 15 italiano († 2011)
- 1932 - Antonino Catalano, ciclista su strada italiano († 1987)
- 1932 - Tito Del Bianco, tenore e musicologo italiano († 2020)
- 1932 - Riccardo Galuppo, pittore italiano († 2014)
- 1932 - Josef Musil, pallavolista cecoslovacco († 2017)
- 1932 - Aldo Pagani, musicista, compositore e produttore discografico italiano († 2019)
- 1932 - Sergio Salvi, scrittore e poeta italiano († 2023)
- 1932 - Alexander Schalck-Golodkowski, politico tedesco orientale († 2015)
- 1933 - Guram Abashidze, ex cestista sovietico
- 1933 - Lynn Cohen, attrice statunitense († 2020)
- 1933 - Ligorio López, calciatore messicano († 1993)
- 1933 - Xavier Mabille, politologo e storico belga († 2012)
- 1933 - Ted Pierce, ex pallanuotista australiano
- 1934 - Stefan Abadžiev, calciatore bulgaro († 2024)
- 1934 - Michele Abbate, politico italiano († 2012)
- 1934 - Klaus von Beyme, politologo e saggista tedesco († 2021)
- 1934 - Manfred Bieler, scrittore tedesco († 2002)
- 1934 - Daniele Danieli, calciatore italiano († 2007)
- 1934 - Robert J. Modrzejewski, ex ufficiale statunitense
- 1934 - Marcel Ongenae, ciclista su strada belga († 2014)
- 1934 - Berthold Maria Schenk Graf von Stauffenberg, generale tedesco
- 1935 - Osvaldo Bagnoli, ex calciatore e allenatore di calcio italiano
- 1935 - John Barry, scenografo britannico († 1979)
- 1935 - Helmut Faeder, calciatore tedesco († 2014)
- 1935 - Cheo Feliciano, cantante, cantautore e musicista portoricano († 2014)
- 1935 - Willi Forrer, ex sciatore alpino svizzero
- 1935 - Keiji Hase, ex nuotatore giapponese
- 1935 - Enrico Intra, pianista, compositore e direttore d'orchestra italiano
- 1935 - Wolfgang Pfeifer, ex calciatore tedesco orientale
- 1935 - Harrison Schmitt, ex astronauta, geologo e politico statunitense
- 1935 - Antonio Slavich, psichiatra e politico italiano († 2009)
- 1936 - Jan Driehuis, cestista e allenatore di pallacanestro olandese († 2014)
- 1936 - Günter Meißner, storico dell'arte tedesco († 2015)
- 1936 - Baard Owe, attore norvegese († 2017)
- 1936 - Jerónimo Saavedra, politico spagnolo († 2023)
- 1936 - Leo Wilden, calciatore tedesco († 2022)
- 1937 - Kieu Chinh, attrice vietnamita
- 1937 - Milovan Danojlić, scrittore e politico serbo († 2022)
- 1937 - Christian Manen, compositore e direttore d'orchestra francese († 2020)
- 1937 - Eder Rigonat, ex calciatore italiano
- 1937 - Hermann Schridde, cavaliere tedesco († 1985)
- 1937 - David Shire, compositore e pianista statunitense
- 1937 - Tom Stoppard, drammaturgo, sceneggiatore e regista britannico
- 1937 - Peter Stampfli, artista svizzero
- 1938 - Adriano Aragozzini, giornalista, produttore discografico e produttore teatrale italiano
- 1938 - Suor Germana, religiosa e scrittrice italiana († 2020)
- 1938 - Giulio Saraudi, pugile italiano († 2005)
- 1938 - Rhoda Scott, organista statunitense
- 1938 - Sjaak Swart, ex calciatore olandese
- 1939 - Nicola Acocella, economista italiano
- 1939 - Brigitte Fassbaender, cantante lirica e mezzosoprano tedesca
- 1939 - Laura Grisi, pittrice italiana († 2017)
- 1939 - László Kovács, politico e diplomatico ungherese
- 1939 - Michele Mason-Brown, ex altista australiana
- 1939 - Angelo Sormani, ex calciatore e allenatore di calcio brasiliano
- 1939 - Willy Vanden Berghen, ciclista su strada belga († 2022)
- 1940 - Mihai Adam, calciatore rumeno († 2015)
- 1940 - Lamar Alexander, politico statunitense
- 1940 - Fontella Bass, cantante statunitense († 2012)
- 1940 - Jerry Blavat, disc jockey statunitense († 2023)
- 1940 - Mario Buonoconto, pittore e scenografo italiano († 2003)
- 1940 - Jerzy Buzek, politico e ingegnere chimico polacco
- 1940 - Michael Cole, attore statunitense († 2024)
- 1940 - Giuseppe Cucchi, generale italiano
- 1940 - Ennio Doris, dirigente d'azienda, imprenditore e banchiere italiano († 2021)
- 1940 - Ian Falloon, psichiatra neozelandese († 2006)
- 1940 - Lance Larson, nuotatore statunitense († 2024)
- 1940 - Vieri Razzini, critico cinematografico, giornalista e scrittore italiano († 2022)
- 1940 - Richard Ryder, psicologo britannico
- 1940 - Mario Zanin, ex ciclista su strada italiano
- 1941 - Gloria Allred, avvocata statunitense
- 1941 - Diana Bracco, imprenditrice e dirigente d'azienda italiana
- 1941 - Adoor Gopalakrishnan, regista, sceneggiatore e produttore cinematografico indiano
- 1941 - Hertha Haase, ex nuotatrice tedesca
- 1941 - Ezio Zermiani, giornalista italiano
- 1941 - Liamine Zéroual, politico e generale algerino
- 1942 - Lothar Claesges, pistard tedesco († 2021)
- 1942 - Nicola Granieri, schermidore italiano († 2006)
- 1942 - Gabriele Lorenzi, tastierista italiano
- 1942 - Eddy Mitchell, attore e cantante francese
- 1942 - Willie Porter, cestista statunitense († 1992)
- 1943 - Ruth Adolf, ex sciatrice alpina svizzera
- 1943 - Vito Bonsignore, politico italiano
- 1943 - Salvatore Bugnatelli, regista, attore e autore televisivo italiano († 2018)
- 1943 - Judith Durham, cantante australiana († 2022)
- 1943 - Kurtwood Smith, attore statunitense
- 1943 - Norman Thagard, ex astronauta e medico statunitense
- 1943 - Giuseppina Torello, mezzofondista italiana († 2024)
- 1944 - Silvio Caiozzi, regista, sceneggiatore e fotografo cileno
- 1944 - Rino Ceccardi, calciatore italiano († 2024)
- 1944 - Emilio Echevarría, attore messicano († 2025)
- 1944 - Jurij Istomin, calciatore sovietico († 1999)
- 1944 - Magdolna Markovits, ex cestista ungherese
- 1944 - Michel Polnareff, cantautore e produttore discografico francese
- 1944 - Eugène Lambert Adrian Rixen, vescovo cattolico belga
- 1945 - Sergio Arecco, critico cinematografico, storico del cinema e traduttore italiano
- 1945 - Alessandra Bocchetti, attivista e scrittrice italiana
- 1945 - Battal Durusel, cestista turco († 2018)
- 1945 - Lorna Dyer, ex danzatrice su ghiaccio statunitense
- 1945 - Dick Hall, allenatore di calcio e ex calciatore inglese
- 1945 - Iain MacDonald-Smith, velista britannico
- 1945 - Thomas Mapfumo, musicista zimbabwese
- 1945 - Saharon Shelah, matematico israeliano
- 1945 - Pasquale Stanzione, giurista italiano
- 1946 - Armando Bucciol, vescovo cattolico e missionario italiano
- 1946 - Michele Castelli, linguista e scrittore italiano
- 1946 - Manny Fernandez, giocatore di football americano statunitense
- 1946 - John Klemmer, sassofonista, compositore e paroliere statunitense
- 1946 - Jean-Luc Marion, filosofo e storico della filosofia francese
- 1946 - Leszek Miller, politico polacco
- 1946 - Carlos Alberto Riccelli, attore e regista brasiliano
- 1946 - Mario Rossi, fumettista italiano
- 1946 - Nello Santin, allenatore di calcio e ex calciatore italiano
- 1946 - Carlo Sartori, autore televisivo, dirigente d'azienda e critico televisivo italiano († 2012)
- 1946 - Michael Shea, scrittore statunitense († 2014)
- 1946 - Geoffrey Simon, direttore d'orchestra australiano
- 1946 - Charles Tassin, ex cestista e allenatore di pallacanestro francese
- 1946 - Luciano Vandelli, giurista italiano († 2019)
- 1946 - Bolo Yeung, attore e artista marziale cinese
- 1947 - Vančo Balevski, allenatore di calcio e ex calciatore jugoslavo
- 1947 - Dave Barry, scrittore statunitense
- 1947 - Betty Buckley, attrice e cantante statunitense
- 1947 - Mike Burton, ex nuotatore statunitense
- 1947 - Ermanno Cavazzoni, scrittore e sceneggiatore italiano
- 1947 - Ugo De Vivo, politico italiano († 2015)
- 1947 - Bob Hurley, allenatore di pallacanestro statunitense
- 1947 - Grethe Kausland, cantante e attrice norvegese († 2007)
- 1947 - Giuseppe Pugliese, politico italiano († 2020)
- 1947 - Rob Rensenbrink, calciatore olandese († 2020)
- 1947 - Filiberto Scarpelli, regista e fotografo italiano
- 1947 - Delfo Zorzi, ex terrorista, attivista e imprenditore italiano
- 1948 - Angelo Balducci, dirigente pubblico italiano
- 1948 - Paul Barrere, musicista statunitense († 2019)
- 1948 - Vincenzo Foglia, fantino italiano († 2022)
- 1948 - János Fügedi, ex cestista svedese
- 1948 - Hugo Harrewijn, ex cestista e allenatore di pallacanestro olandese
- 1948 - Ruud Harrewijn, ex cestista e allenatore di pallacanestro olandese
- 1948 - Marc Okrand, glottoteta statunitense
- 1948 - Sándor Pintér, politico e poliziotto ungherese
- 1948 - Peter Ruzicka, compositore e direttore d'orchestra tedesco
- 1949 - Bo Xilai, ex politico cinese
- 1949 - Luigi Borrelli, politico italiano
- 1949 - Chantal Cauquil, politica francese
- 1949 - Mircea Chelaru, generale, politico e saggista rumeno
- 1949 - Elizabeth Edwards, avvocato e politica statunitense († 2010)
- 1949 - Jeff Halliburton, ex cestista statunitense
- 1949 - Masato Harada, regista e attore giapponese
- 1949 - Collis Jones, ex cestista statunitense
- 1949 - Viktor Kolotov, allenatore di calcio e calciatore sovietico († 2000)
- 1949 - Viktar Kuprėjčyk, scacchista bielorusso († 2017)
- 1949 - Aleksandr Sal'nikov, cestista sovietico († 2017)
- 1950 - James Hahn, politico statunitense
- 1950 - Aulcie Perry, ex cestista statunitense
- 1950 - Angela Ragusa, traduttrice e scrittrice italiana
- 1950 - Jan Zajíc, patriota cecoslovacco († 1969)
- 1951 - Giōrgos Delīkarīs, ex calciatore greco
- 1951 - Jean-Claude Duvalier, politico haitiano († 2014)
- 1951 - Bob Rigby, ex calciatore statunitense
- 1951 - Renato Rizzi, architetto italiano
- 1951 - Pero Sudar, vescovo cattolico bosniaco
- 1952 - Rosario Aiosa, generale italiano
- 1952 - Laura Branigan, cantante statunitense († 2004)
- 1952 - Antonio Chieffo, politico italiano
- 1952 - Lu Colombo, cantautrice italiana
- 1952 - Rick Ducommun, attore canadese († 2015)
- 1952 - Andy Fraser, bassista inglese († 2015)
- 1952 - Paolo Hutter, giornalista, politico e attivista italiano
- 1952 - Alan Mayer, ex calciatore statunitense
- 1952 - Rohinton Mistry, scrittore canadese
- 1952 - Jean-Paul Pierrat, ex fondista francese
- 1953 - Vittorio Bo, editore italiano
- 1953 - Bob Carrington, ex cestista statunitense
- 1953 - Giuseppe Giavardi, allenatore di calcio e ex calciatore italiano
- 1953 - Jackson Kaujeua, cantante, musicista e compositore namibiano († 2010)
- 1953 - Mahmoud Latif, politico e ingegnere egiziano
- 1953 - Giuseppe Lippi, curatore editoriale, scrittore e traduttore italiano († 2018)
- 1953 - Pep Munné, attore spagnolo
- 1953 - Paulo Isidoro, ex calciatore brasiliano
- 1953 - Fabrizio Serra, editore italiano
- 1953 - Lotta Sollander, ex sciatrice alpina svedese
- 1953 - Carlo Toffalori, logico e matematico italiano
- 1953 - Dragan Velikić, scrittore e diplomatico serbo
- 1954 - Jean-Pierre Batut, vescovo cattolico francese
- 1954 - Enio Drovandi, attore e regista teatrale italiano
- 1954 - Herbert Hainer, dirigente d'azienda tedesco
- 1954 - Vladimír Hirsch, compositore ceco
- 1954 - Alejandro Peña Esclusa, politico venezuelano
- 1954 - Urs Salzmann, bobbista svizzero
- 1955 - Bruce Altman, attore statunitense
- 1955 - Pierluigi Battista, giornalista, scrittore e opinionista italiano
- 1955 - Marc Bonilla, chitarrista e compositore statunitense
- 1955 - Jesse Corti, attore e doppiatore venezuelano
- 1955 - Glenn Grothman, politico statunitense
- 1955 - Marco Lucchesi, regista teatrale italiano
- 1955 - Irina Moiseeva, ex danzatrice su ghiaccio russa
- 1955 - Benjamin D. Santer, climatologo statunitense
- 1955 - Walter Veltroni, politico, giornalista e scrittore italiano
- 1956 - Eddie Edwards, ex tennista sudafricano
- 1956 - Robert Hardy, ex giocatore di football americano statunitense
- 1956 - Min Aung Hlaing, generale e politico birmano
- 1956 - Keith Oakes, ex calciatore inglese
- 1956 - Stephen Pearcy, cantante statunitense
- 1956 - Ángel Santiago, ex cestista portoricano
- 1957 - Giovanni Maria Bellu, giornalista, scrittore e editore italiano
- 1957 - Michele Soavi, regista, attore e sceneggiatore italiano
- 1957 - Nicola Sodano, politico italiano
- 1957 - Poly Styrene, cantante e musicista britannica († 2011)
- 1958 - Ángel Acebes, politico spagnolo
- 1958 - Lorella Bernardoni, cestista italiana († 2020)
- 1958 - David Burns, ex cestista statunitense
- 1958 - Louis Consalvo, mafioso statunitense
- 1958 - Lisa De Leeuw, attrice pornografica statunitense († 1993)
- 1958 - Rolando Frazer, ex cestista panamense
- 1958 - Charlie Higson, scrittore inglese
- 1958 - Juan Antonio Larrañaga, ex calciatore spagnolo
- 1958 - Gabriel Martínez, ex calciatore colombiano
- 1958 - Rhonny Nilsson, ex calciatore svedese
- 1958 - Riccardo Piacentini, compositore, pianista e saggista italiano
- 1958 - Aaron Tippin, cantautore statunitense
- 1959 - Kader Arif, politico francese
- 1959 - Édson Boaro, ex calciatore brasiliano
- 1959 - Julie Burchill, scrittrice e giornalista inglese
- 1959 - Elisa Gabrielli, doppiatrice, animatrice e attrice statunitense
- 1959 - Graham Roberts, ex calciatore e allenatore di calcio inglese
- 1959 - David Shore, sceneggiatore e produttore televisivo canadese
- 1959 - Mark Taché, ex sciatore alpino statunitense
- 1959 - Garry Witts, ex cestista statunitense
- 1960 - Vince Clarke, tastierista e compositore britannico
- 1960 - Jorge Contreras, allenatore di calcio e ex calciatore cileno
- 1960 - Chiara Guidi, regista teatrale, attrice teatrale e drammaturga italiana
- 1960 - Ilona Kovács, ex cestista ungherese
- 1960 - Robert Lawrence, militare, imprenditore e produttore cinematografico britannico
- 1960 - Franco Locatelli, medico italiano
- 1960 - Håkan Loob, dirigente sportivo e ex hockeista su ghiaccio svedese
- 1960 - Remigius Machura, ex pesista cecoslovacco
- 1960 - Perrine Pelen, ex sciatrice alpina francese
- 1960 - Ricardo Perdomo, calciatore uruguaiano († 2022)
- 1960 - Taras Sen'kiv, vescovo cattolico ucraino
- 1961 - Maddalena Balsamo, attrice italiana
- 1961 - Andrea Enria, economista italiano
- 1961 - Juri Fazi, ex judoka italiano
- 1961 - Dominique Gaigne, ex ciclista su strada francese
- 1961 - Čedomir Janevski, allenatore di calcio e ex calciatore macedone
- 1961 - Claudio Luperto, allenatore di calcio e ex calciatore italiano
- 1961 - Pedro Romeiras, ballerino portoghese
- 1962 - Shigeru Ando, ex calciatore e ex giocatore di calcio a 5 giapponese
- 1962 - Renata Bertolas, doppiatrice e direttrice del doppiaggio italiana
- 1962 - Tom Cruise, attore e produttore cinematografico statunitense
- 1962 - Thomas Gibson, attore statunitense
- 1962 - Charlie Sitton, ex cestista statunitense
- 1962 - Hunter Tylo, attrice statunitense
- 1962 - Philippe Verneret, ex sciatore alpino francese
- 1963 - Gianni Di Giovanni, manager e giornalista italiano
- 1963 - Jacek Duda, ex cestista polacco
- 1963 - Tracey Emin, artista britannica
- 1963 - Cle Kooiman, ex calciatore statunitense
- 1963 - Riccardo Marchesini, canoista italiano
- 1963 - Megumi Mizusawa, fumettista giapponese
- 1963 - Jay Hunter Morris, tenore statunitense
- 1963 - Gary Staines, ex mezzofondista e ex maratoneta britannico
- 1964 - Louis Clark, ex giocatore di football americano e dirigente sportivo statunitense
- 1964 - Tom Curren, surfista statunitense
- 1964 - Jamal Daibes, vescovo cattolico giordano
- 1964 - Barbara Gerken, ex tennista statunitense
- 1964 - Joanne Harris, scrittrice britannica
- 1964 - Husein Kavazović, imam bosniaco
- 1964 - Peyton Reed, regista statunitense
- 1964 - Jack Victory, statunitense
- 1964 - Aleksej Serebrjakov, attore russo
- 1964 - Yeardley Smith, attrice e doppiatrice statunitense
- 1965 - Giovanni Bietti, compositore, pianista e musicologo italiano
- 1965 - Angelo Corbo, poliziotto italiano
- 1965 - Stefano Desideri, ex calciatore, allenatore di calcio e dirigente sportivo italiano
- 1965 - Hans Dorfner, ex calciatore tedesco
- 1965 - Tommy Flanagan, attore britannico
- 1965 - Paul Hand, ex tennista britannico
- 1965 - Shinya Hashimoto, wrestler e attore giapponese († 2005)
- 1965 - Flavio Insinna, attore e conduttore televisivo italiano
- 1965 - Bertrand Layec, ex arbitro di calcio francese
- 1965 - Connie Nielsen, attrice danese
- 1965 - Oleg Pogodin, regista sovietico
- 1965 - Christophe Ruer, pentatleta francese († 2007)
- 1966 - Hélène Barbier, ex sciatrice alpina francese
- 1966 - Frank Greiner, allenatore di calcio e ex calciatore tedesco
- 1966 - Myriam Henningsen, ex cestista spagnola
- 1966 - Neil O'Donnell, ex giocatore di football americano statunitense
- 1966 - Pablo Domínguez Prieto, presbitero, filosofo e teologo spagnolo († 2009)
- 1967 - Vladan Alanović, ex cestista croato
- 1967 - Sandra Ceccarelli, attrice italiana
- 1967 - Derrick Chievous, ex cestista statunitense
- 1967 - Henry López Báez, ex calciatore uruguaiano
- 1967 - David Macpherson, allenatore di tennis e ex tennista australiano
- 1967 - Catia Polidori, politica italiana
- 1967 - Dan Slott, fumettista statunitense
- 1968 - Svein Are Andreassen, ex calciatore norvegese
- 1968 - Ramush Haradinaj, politico e militare kosovaro
- 1968 - Consuelo Mangifesta, ex pallavolista italiana
- 1968 - Petra Moroder, ex sciatrice freestyle italiana
- 1968 - Teppo Numminen, ex hockeista su ghiaccio finlandese
- 1968 - Jeff Daniel Phillips, attore statunitense
- 1968 - Jean-Christophe Rolland, ex canottiere francese
- 1969 - Waldemar Adamczyk, ex calciatore polacco
- 1969 - Gedeon Burkhard, attore e doppiatore tedesco
- 1969 - Garrett Hines, ex bobbista statunitense
- 1969 - Luca Pavanello, ex ciclista su strada italiano
- 1969 - Frédéric Pierre, ex tuffatore francese
- 1969 - Shawnee Smith, attrice statunitense
- 1969 - Patrick Valéry, allenatore di calcio e ex calciatore francese
- 1969 - Stéphane Van Der Heyden, ex calciatore belga
- 1969 - Andrea Vatteroni, ex ciclista su strada italiano
- 1969 - Emanuele Zenucchi, ultramaratoneta e maratoneta italiano
- 1969 - Stefan Zünd, ex saltatore con gli sci svizzero
- 1970 - Alfredo Bassani, ex calciatore italiano
- 1970 - Marco Formentini, ex nuotatore italiano
- 1970 - Serhij Hončar, ex ciclista su strada e dirigente sportivo ucraino
- 1970 - Deon Kayser, ex rugbista a 15 e allenatore di rugby a 15 sudafricano
- 1970 - Robin McBryde, ex rugbista a 15 e allenatore di rugby a 15 britannico
- 1970 - Audra McDonald, attrice e soprano statunitense
- 1970 - David Plaza, ex ciclista su strada e dirigente sportivo spagnolo
- 1970 - Teemu Selänne, ex hockeista su ghiaccio finlandese
- 1970 - Zoran Stevanović, ex cestista jugoslavo
- 1970 - Gianluca Terranova, tenore e attore italiano
- 1971 - Julian Assange, programmatore e attivista australiano
- 1971 - Beans, rapper e produttore discografico statunitense
- 1971 - Per Bolund, politico e ambientalista svedese
- 1971 - Laura Bottici, politica italiana
- 1971 - Jarosław Darnikowski, ex cestista polacco
- 1971 - Geir Hasund, ex calciatore norvegese
- 1971 - Gavrilo Pajović, ex cestista e dirigente sportivo montenegrino
- 1971 - Ruggero Radice, allenatore di calcio e ex calciatore italiano
- 1971 - Benedict Wong, attore britannico
- 1971 - Bolat Yerezhepov, ex giocatore di calcio a 5 kazako
- 1971 - Marián Šuchančok, ex calciatore slovacco
- 1972 - Matteo Fedeli, violinista e violista italiano
- 1972 - Dorthe Holm, giocatrice di curling danese
- 1972 - Pietro Mereu, regista e autore televisivo italiano
- 1972 - Petar Palić, vescovo cattolico kosovaro
- 1972 - Matt Schulze, attore e modello statunitense
- 1972 - Fuat Usta, allenatore di calcio e ex calciatore turco
- 1972 - Pieter de Villiers, ex rugbista a 15 e allenatore di rugby a 15 francese
- 1973 - Christian Alderucci, ex hockeista su ghiaccio italiano
- 1973 - Adrian Aucoin, ex hockeista su ghiaccio canadese
- 1973 - Aasmund Bjørkan, allenatore di calcio e ex calciatore norvegese
- 1973 - Christian Brighi, ex arbitro di calcio italiano
- 1973 - Devin Bush, ex giocatore di football americano statunitense
- 1973 - Antonio Filippini, allenatore di calcio e ex calciatore italiano
- 1973 - Emanuele Filippini, dirigente sportivo, allenatore di calcio e ex calciatore italiano
- 1973 - Jim Foronda, doppiatore statunitense
- 1973 - Alessandra Galloni, giornalista italiana
- 1973 - Louis Ide, politico belga
- 1973 - Mimi Miyagi, ex attrice pornografica filippina
- 1973 - Daniele Russo, allenatore di calcio e ex calciatore italiano
- 1973 - Ólafur Stefánsson, ex pallamanista e allenatore di pallamano islandese
- 1973 - Patrick Wilson, attore, cantante e musicista statunitense
- 1974 - Robert Boateng, ex calciatore ghanese
- 1974 - Cristina Cassanelli, allenatrice di calcio e ex calciatrice italiana
- 1974 - Domenico Doardo, allenatore di calcio e ex calciatore italiano
- 1974 - Jamie Feick, ex cestista statunitense
- 1974 - Carlo Grande, canottiere italiano
- 1974 - Kenneth Jonassen, ex giocatore di badminton danese
- 1974 - Konstantin Valer'evič Malofeev, imprenditore e politico russo
- 1974 - Gonzalo Martínez Martínez, ex cestista spagnolo
- 1974 - Bronwyn Mayer, pallanuotista australiana
- 1974 - Corey Reynolds, attore statunitense
- 1974 - Grant Wilson, statunitense
- 1975 - Jane Allsop, attrice britannica
- 1975 - Lee Bradbury, allenatore di calcio e ex calciatore inglese
- 1975 - Mychajlo Chalilov, ex ciclista su strada ucraino
- 1975 - Gyöngyi Dani, schermitrice e sciatrice alpina ungherese
- 1975 - Julio García, ex rugbista a 15 e allenatore di rugby a 15 argentino
- 1975 - Marlon Garnett, allenatore di pallacanestro e ex cestista statunitense
- 1975 - Matt Haig, scrittore e giornalista inglese
- 1975 - Gakuya Horii, ex calciatore giapponese
- 1975 - Vuk Jeremić, politico serbo
- 1975 - Ryan McPartlin, attore statunitense
- 1975 - Igors Semjonovs, ex calciatore lettone
- 1975 - Sebastian Tuch, ex giocatore di football americano e allenatore di football americano tedesco
- 1976 - Andrea Barber, attrice statunitense
- 1976 - Fei-Fei Li, informatica statunitense
- 1976 - Shane Lynch, cantante irlandese
- 1976 - Sebastián Pena, ex calciatore argentino
- 1976 - Wanderlei Silva, artista marziale misto brasiliano
- 1976 - Bobby Skinstad, ex rugbista a 15 zimbabwese
- 1976 - Holger Wehlage, ex calciatore tedesco
- 1976 - Grant Wistrom, ex giocatore di football americano statunitense
- 1977 - Cătălin Burlacu, dirigente sportivo, allenatore di pallacanestro e ex cestista rumeno
- 1977 - Hamadou Djibo Issaka, canottiere e nuotatore nigerino
- 1977 - Jasmin Hercegovac, cestista sloveno
- 1977 - Natascha Keller, ex hockeista su prato tedesca
- 1977 - Liu Jinfeng, ex biatleta cinese
- 1977 - Fernando Ortiz, ex cestista portoricano
- 1977 - Oleh Saltovec', ex cestista ucraino
- 1977 - Sandra Smisek, ex calciatrice tedesca
- 1977 - Olsian Çela, avvocato albanese
- 1978 - Ian Anthony Dale, attore statunitense
- 1978 - Lola Karimova-Tillyaeva, diplomatica uzbeka
- 1978 - Kim Kirchen, ex ciclista su strada lussemburghese
- 1978 - Jesse Leach, musicista statunitense
- 1978 - Gustav Lindner, ex sciatore alpino svedese
- 1978 - Lorenzo Mambrini, allenatore di calcio e ex calciatore italiano
- 1978 - Paul McPherson, ex cestista statunitense
- 1978 - Mizuki Noguchi, maratoneta giapponese
- 1978 - Alex Scales, ex cestista statunitense
- 1978 - Hannes Stiller, allenatore di calcio, dirigente sportivo e ex calciatore svedese
- 1978 - Sun Dandan, ex pattinatrice di short track cinese
- 1978 - Rachel Trezise, scrittrice gallese
- 1979 - Réda Babouche, ex calciatore algerino
- 1979 - Marco Bellotti, chitarrista e cantautore italiano
- 1979 - Saber Ben Frej, calciatore tunisino
- 1979 - Francesca Romana Elisei, giornalista e conduttrice televisiva italiana
- 1979 - Alexander Gemignani, attore e tenore statunitense
- 1979 - Pierre Kugogne, calciatore francese
- 1979 - Marcos Peña, schermidore portoricano
- 1979 - Ludivine Sagnier, attrice e doppiatrice francese
- 1980 - Adel Abdullah Abbas, ex calciatore emiratino
- 1980 - Tony Akins, ex cestista statunitense
- 1980 - Taras Dan'ko, lottatore ucraino
- 1980 - Manabu Ikeda, ex calciatore giapponese
- 1980 - Jenny Jones, snowboarder britannica
- 1980 - Saud Kariri, ex calciatore saudita
- 1980 - Waltraud Kaser, hockeista su ghiaccio italiana
- 1980 - Tat'jana Logunova, schermitrice russa
- 1980 - Dawn McEwen, giocatrice di curling canadese
- 1980 - Antti Miettinen, hockeista su ghiaccio finlandese
- 1980 - Viktors Morozs, allenatore di calcio e ex calciatore lettone
- 1980 - Olivia Munn, attrice, modella e personaggio televisivo statunitense
- 1980 - Boštjan Nachbar, ex cestista sloveno
- 1980 - Tomáš Oravec, ex calciatore slovacco
- 1980 - Roland Schoeman, nuotatore sudafricano
- 1980 - Ariane Sherine, umorista, giornalista e drammaturga britannica
- 1980 - Harbhajan Singh, crickettista indiano
- 1980 - Shoshannah Stern, attrice statunitense
- 1980 - Giōrgos Theodōridīs, ex calciatore greco
- 1980 - Trae tha Truth, rapper statunitense
- 1980 - Kid Sister, rapper e attrice statunitense
- 1980 - Carla Zambelli, politica brasiliana
- 1981 - Inés Arrimadas, politica spagnola
- 1981 - Carmela Auriemma, politica italiana
- 1981 - D.J. Hackett, ex giocatore di football americano statunitense
- 1981 - Radivoje Lekić, ex calciatore danese
- 1981 - David Meul, ex calciatore belga
- 1981 - Oleksandra Nikolajenko, modella ucraina
- 1981 - Aoi Tada, cantante e doppiatrice giapponese
- 1981 - Sabine Thieltges, schermitrice tedesca
- 1981 - Justin Torkildsen, attore statunitense
- 1982 - Agnese Allegrini, giocatrice di badminton italiana
- 1982 - Lola Astanova, pianista uzbeka
- 1982 - Aleksandra Avramović, ex pallavolista serba
- 1982 - Mariola Barbachowska, pallavolista polacca
- 1982 - Sergej Firsanov, ex ciclista su strada russo
- 1982 - Jhonnet Martínez, ex giocatore di calcio a 5 cubano
- 1982 - Manon van Rooijen, nuotatrice olandese
- 1982 - Ïgorʹ Yurïn, ex calciatore kazako
- 1983 - Kieron Achara, ex cestista britannico
- 1983 - Michele Conti, pilota motociclistico italiano
- 1983 - Flora Frate, politica italiana
- 1983 - Risto Lakić, ex calciatore montenegrino
- 1983 - Dorota Masłowska, scrittrice, drammaturga e giornalista polacca
- 1983 - Park Jin-woo, attore sudcoreano
- 1983 - Edder Pérez, ex calciatore venezuelano
- 1983 - Levi Riso, regista e sceneggiatrice italiana
- 1983 - Alexandra Silber, attrice, cantante e scrittrice statunitense
- 1983 - Sebastián Viera, dirigente sportivo e ex calciatore uruguaiano
- 1983 - Edinson Vólquez, giocatore di baseball dominicano
- 1983 - Mai Yamaguchi, pallavolista giapponese
- 1984 - Michael Agazzi, allenatore di calcio e ex calciatore italiano
- 1984 - Mathilde Androuët, politica francese
- 1984 - Sofia Bleckur, ex fondista svedese
- 1984 - Francesca Cipriani, personaggio televisivo italiano
- 1984 - Stacey Cook, ex sciatrice alpina statunitense
- 1984 - Ljubko Dereš, scrittore ucraino
- 1984 - Kelly Divine, ex attrice pornografica statunitense
- 1984 - Kristina Gadschiew, astista tedesca
- 1984 - Tamás Gruborovics, ex calciatore ungherese
- 1984 - Satomi Hanamura, attrice, doppiatrice e cantante giapponese
- 1984 - Halimat Ismaila, velocista nigeriana
- 1984 - Andreea Isărescu, ex ginnasta rumena
- 1984 - Thrizen Leader, calciatore nevisiano
- 1984 - Leyla İlham qızı Əliyeva, giornalista azera
- 1984 - Sofía Maccari, hockeista su prato argentina
- 1984 - Churandy Martina, velocista olandese
- 1984 - Jonathan Reyes, attore francese
- 1984 - Nicolas Roche, ex ciclista su strada irlandese
- 1984 - Corey Sevier, attore canadese
- 1984 - Mariana Valadão, cantante brasiliana
- 1984 - Fernando Vega, ex calciatore spagnolo
- 1985 - Abdulla Al Dakeel, ex calciatore bahreinita
- 1985 - Julianna Andreevna Avdeeva, pianista russa
- 1985 - Abderrahmane Benamadi, judoka algerino
- 1985 - Callistus Eziukwu, ex cestista statunitense
- 1985 - Georg Fischler, ex slittinista austriaco
- 1985 - Francisco Gómez Kodela, rugbista a 15 argentino
- 1985 - Zachar Jefymenko, scacchista ucraino
- 1985 - Mela Koteluk, cantante polacca
- 1985 - Jesse Nading, giocatore di football americano statunitense
- 1985 - Jure Šinkovec, ex saltatore con gli sci sloveno
- 1985 - Natalija Synyšyn, lottatrice ucraina
- 1985 - Aleksandar Vasilev, ex calciatore macedone
- 1985 - Tom De Sutter, ex calciatore belga
- 1986 - Tirrell Baines, ex cestista statunitense
- 1986 - Thomas Bouhail, ginnasta francese
- 1986 - Romain Danzé, ex calciatore francese
- 1986 - Sascha Dum, allenatore di calcio e ex calciatore tedesco
- 1986 - Jerome Felton, giocatore di football americano statunitense
- 1986 - Tommy Hunter, giocatore di baseball statunitense
- 1986 - Puttichai Kasetsin, attore televisivo, conduttore radiofonico e conduttore televisivo thailandese
- 1986 - Carmen Maria Machado, scrittrice statunitense
- 1986 - Marco Antônio de Mattos Filho, ex calciatore brasiliano
- 1986 - Robina Muqimyar, politica e ex velocista afghana
- 1986 - Leyla Əliyeva, conduttrice televisiva azera
- 1986 - Oriol Riera, ex calciatore spagnolo
- 1986 - Sosthène Soglo, calciatore beninese
- 1986 - Julija Stepanova, mezzofondista russa
- 1986 - Raymond Sykes, ex cestista statunitense
- 1986 - Rambo Tapui, allenatore di calcio e ex calciatore samoano americano
- 1986 - Ola Toivonen, ex calciatore svedese
- 1986 - Jessica Tomasi, arciera italiana
- 1986 - Óscar Ustari, calciatore argentino
- 1986 - Duane Vermeulen, ex rugbista a 15 sudafricano
- 1986 - Kisenosato Yutaka, lottatore di sumo giapponese
- 1987 - Paolo Bernini, politico italiano
- 1987 - Chad Broskey, attore statunitense
- 1987 - Ross Campbell, ex calciatore scozzese
- 1987 - Benoît Costil, ex calciatore francese
- 1987 - Rodolfo Cota, calciatore messicano
- 1987 - Kontra K, rapper tedesco
- 1987 - Roseline Filion, ex tuffatrice canadese
- 1987 - Carmelo Gitto, pallavolista italiano
- 1987 - Mikie Hara, attrice giapponese
- 1987 - Aneta Havlíčková, pallavolista ceca
- 1987 - Maximilian Mauff, attore tedesco
- 1987 - Guido Milán, ex calciatore argentino
- 1987 - Svetlana Nikolaeva, fondista russa
- 1987 - Florin Niță, calciatore rumeno
- 1987 - Sergi Pino, cestista spagnolo
- 1987 - Jan-Philipp Rabente, hockeista su prato tedesco
- 1987 - Mary Spicer, ex pallavolista e allenatrice di pallavolo statunitense
- 1987 - Ruslan Tileubaev, ex ciclista su strada kazako
- 1987 - Mariano Trípodi, ex calciatore argentino
- 1987 - Sebastian Vettel, ex pilota automobilistico tedesco
- 1988 - Ammar Ahmed, calciatore svedese
- 1988 - Choe Myong-ho, ex calciatore nordcoreano
- 1988 - Manuela Coluccini, calciatrice italiana
- 1988 - Erald Dika, regista, sceneggiatore e montatore albanese
- 1988 - Matteo Emmolo, pallanuotista italiano
- 1988 - Thomas Heurtaux, ex calciatore francese
- 1988 - Hiroyasu Ishida, regista, animatore e sceneggiatore giapponese
- 1988 - Josefine Koebe, economista e politica tedesca
- 1988 - Anssi Koivuranta, ex sciatore nordico finlandese
- 1988 - Miguel Ángel López, marciatore spagnolo
- 1988 - Miguel Antonio Murillo, ex calciatore colombiano
- 1988 - Cole Peverley, calciatore neozelandese
- 1988 - Winston Reid, ex calciatore neozelandese
- 1988 - Thomas Reifeltshammer, ex calciatore austriaco
- 1988 - James Troisi, calciatore australiano
- 1988 - Rodolfo Zelaya, calciatore salvadoregno
- 1989 - Amer Abdulrahman, ex calciatore emiratino
- 1989 - Neri Bandiera, calciatore argentino
- 1989 - Mathieu Bauderlique, pugile francese
- 1989 - Iván Bolado, ex calciatore spagnolo
- 1989 - Jamie Browne, calciatore americo-verginiano
- 1989 - Emma Coronel Aispuro, modella statunitense
- 1989 - Kevin van Diermen, ex calciatore olandese
- 1989 - Duan Yingying, tennista cinese
- 1989 - Kenny Gabriel, cestista statunitense
- 1989 - Juan Daniel Galeano, calciatore argentino
- 1989 - Joey Janela, wrestler statunitense
- 1989 - Kento Kaku, attore giapponese
- 1989 - Jean-Armel Kana-Biyik, ex calciatore francese
- 1989 - Vladimir Chozin, calciatore russo
- 1989 - Elle King, cantautrice e attrice statunitense
- 1989 - Jocelyne Lamoureux, hockeista su ghiaccio statunitense
- 1989 - Monique Lamoureux, hockeista su ghiaccio statunitense
- 1989 - Marina Łuczenko, attrice, cantante e modella polacca
- 1989 - Christopher Mfuyi, calciatore svizzero
- 1989 - Aysel Məmmədova, cantante, pianista e compositrice azera
- 1989 - Ivan Nagayev, ex calciatore uzbeko
- 1989 - Judith Pietersen, ex pallavolista olandese
- 1989 - Tania Schatow, pallavolista statunitense
- 1989 - Godfrey Walusimbi, ex calciatore ugandese
- 1990 - Fabio Aru, ex ciclista su strada italiano
- 1990 - Lukáš Bartošák, calciatore ceco
- 1990 - Gergő Beliczky, calciatore ungherese
- 1990 - Mauro Bellone, calciatore argentino
- 1990 - Nana Iwasaka, pallavolista giapponese
- 1990 - Nenad Krstičić, dirigente sportivo e ex calciatore serbo
- 1990 - Anders Lee, hockeista su ghiaccio statunitense
- 1990 - Lucas Mendes, calciatore brasiliano
- 1990 - Federica Primavera, ciclista su strada e pistard italiana
- 1990 - Dennis Rasmussen, hockeista su ghiaccio svedese
- 1990 - Jordan Reed, ex giocatore di football americano statunitense
- 1990 - Alison Riske-Amritraj, tennista statunitense
- 1990 - Denis Aleksandrovič Rod'kin, danzatore russo
- 1990 - Kento Sakuyama, ex saltatore con gli sci giapponese
- 1990 - Arlan Pablo Vieira, giocatore di calcio a 5 brasiliano
- 1991 - Cameron Brate, giocatore di football americano statunitense
- 1991 - Hugo Cid, ex calciatore messicano
- 1991 - James-Andrew Davis, schermidore britannico
- 1991 - Ik Enemkpali, giocatore di football americano statunitense
- 1991 - Peggy Gou, disc jockey, produttrice discografica e stilista sudcoreana
- 1991 - Will Grigg, calciatore inglese
- 1991 - Tomomi Itano, cantante, modella e attrice giapponese
- 1991 - Chris Jones, cestista statunitense
- 1991 - Kim Jong-gyu, cestista sudcoreano
- 1991 - Eero Markkanen, calciatore finlandese
- 1991 - Nam Tae-hee, calciatore sudcoreano
- 1991 - Anastasija Pavljučenkova, tennista russa
- 1991 - Leandro Marcos Pereira, calciatore brasiliano
- 1991 - Francesca Reviglio, attrice italiana
- 1991 - Alejandro Rodríguez, calciatore spagnolo
- 1991 - Grant Rosenmeyer, attore e sceneggiatore statunitense
- 1991 - Erik Tønne, calciatore norvegese
- 1991 - Kendall Williams, ex cestista statunitense
- 1991 - Diego de Buen, calciatore messicano
- 1992 - Mario Babić, calciatore croato
- 1992 - Robert Baran, lottatore polacco
- 1992 - Anthony Collins, cestista statunitense
- 1992 - Sebastiano Di Luciano, pallanuotista italiano
- 1992 - Crystal Dunn, calciatrice statunitense
- 1992 - Petros Giakoumakīs, calciatore greco
- 1992 - Norbert Gyömbér, calciatore slovacco
- 1992 - Hisayoshi Harasawa, judoka giapponese
- 1992 - Maureen Koster, mezzofondista olandese
- 1992 - Hysen Memolla, calciatore albanese
- 1992 - Nathalia Ramos, attrice spagnola
- 1992 - Molly Sandén, cantante, conduttrice televisiva e doppiatrice svedese
- 1992 - Sin Hyok, calciatore nordcoreano
- 1992 - Maasa Sudō, cantante giapponese
- 1992 - Miguel Trauco, calciatore peruviano
- 1993 - Khalid Al-Braiki, calciatore omanita
- 1993 - Chuks Aneke, calciatore inglese
- 1993 - Ebenezer Assifuah, calciatore ghanese
- 1993 - Taiwo Badmus, cestista irlandese
- 1993 - Mădălina Bereș, canottiera rumena
- 1993 - Beka Bujiashvili, lottatore georgiano
- 1993 - Kerem Demirbay, calciatore tedesco
- 1993 - Ekaterina Efimova, pallavolista russa
- 1993 - Nic Fink, nuotatore statunitense
- 1993 - Senquez Golson, giocatore di football americano statunitense
- 1993 - Aleksandr Gudumak, cestista moldavo
- 1993 - Thabiso Kutumela, calciatore sudafricano
- 1993 - Vincent Lacoste, attore francese
- 1993 - Ângelo Meneses, calciatore portoghese
- 1993 - Kevin Möhwald, calciatore tedesco
- 1993 - Everton Nascimento de Mendonça, calciatore brasiliano
- 1993 - Rakeem Nunez-Roches, giocatore di football americano beliziano
- 1993 - PartyNextDoor, cantautore e beatmaker canadese
- 1993 - Omar Perdomo, calciatore spagnolo
- 1993 - Ivan Petrović, ex calciatore serbo
- 1993 - Leonel Quiñónez, calciatore ecuadoriano
- 1993 - Zuna, rapper tedesco
- 1993 - Mihkel Räim, ciclista su strada estone
- 1993 - Sarah Wiedenheft, doppiatrice olandese
- 1994 - Nuno Bico, ex ciclista su strada portoghese
- 1994 - Jabari Bird, cestista statunitense
- 1994 - Farid Chaâl, calciatore algerino
- 1994 - Giovanni Di Noia, calciatore italiano
- 1994 - Claudio Falcão, calciatore brasiliano
- 1994 - Chris Jones, giocatore di football americano statunitense
- 1994 - Tim Linthorst, calciatore olandese
- 1994 - Dominic Lockhart, cestista tedesco
- 1994 - Emmett Naar, cestista australiano
- 1994 - Brad Potts, calciatore inglese
- 1994 - Marc Rebés, calciatore andorrano
- 1994 - Tim Tiedemann, attore tedesco
- 1995 - Daniele Bagozza, snowboarder italiano
- 1995 - Mohammed Bassim, calciatore palestinese
- 1995 - Jon Bautista, calciatore spagnolo
- 1995 - Luminosa Bogliolo, ostacolista italiana
- 1995 - Maria Lindblad Christensen, calciatrice danese
- 1995 - Bali Coulibaly, cestista ivoriano
- 1995 - Quentin Daubin, calciatore francese
- 1995 - Juan Escobar, calciatore paraguaiano
- 1995 - Felipe Fraga, pilota automobilistico brasiliano
- 1995 - Loris Frasca, ginnasta francese
- 1995 - Pablo Agustín González Ferrón, calciatore uruguaiano
- 1995 - Jonathan González, calciatore ecuadoriano
- 1995 - Janice Griffith, attrice pornografica statunitense
- 1995 - Rifet Kapić, calciatore bosniaco
- 1995 - Emircan Koşut, cestista turco
- 1995 - Derrick Luckassen, calciatore olandese
- 1995 - Mike Maignan, calciatore francese
- 1995 - Louis Samson, calciatore tedesco
- 1995 - Gorka Santamaría, calciatore spagnolo
- 1995 - Mario Vilella Martínez, ex tennista spagnolo
- 1995 - Kōya Yuruki, calciatore giapponese
- 1995 - Przemysław Żołnierewicz, cestista polacco
- 1996 - Sara Bonifacio, pallavolista italiana
- 1996 - Muusa Dama, cestista beninese
- 1996 - Mark Downey, ex pistard e ciclista su strada irlandese
- 1996 - Andre Fortune, calciatore statunitense
- 1996 - Alberto Gaitero, judoka spagnolo
- 1996 - Kendji Girac, cantante francese
- 1996 - Abdi Waiss Mouhyadin, mezzofondista gibutiano
- 1996 - Ryūya Mura, nuotatore giapponese
- 1996 - Andrea Picarelli, cestista italiano
- 1996 - Jaime Santos Latasa, scacchista spagnolo
- 1996 - Kumaahran Sathasivam, calciatore malese
- 1996 - Greg Sloggett, calciatore irlandese
- 1996 - Song Gyo-chang, cestista sudcoreano
- 1997 - Giacomo Gentili, canottiere italiano
- 1997 - Louis Heathcote, giocatore di snooker inglese
- 1997 - Jeremy Helmer, calciatore olandese
- 1997 - Jonathan Jeanne, cestista francese
- 1997 - Solomon Kindley, giocatore di football americano statunitense
- 1997 - Mia McKenna-Bruce, attrice britannica
- 1997 - Narumi Miura, calciatrice giapponese
- 1997 - Lukas Müllauer, sciatore freestyle austriaco
- 1997 - Angelo Pantano, judoka italiano
- 1997 - Giōrgos Papagiannīs, cestista greco
- 1997 - Filip Sachpekidis, calciatore svedese
- 1997 - Dani Santafé, calciatore spagnolo
- 1997 - Alyah Chanelle Scott, attrice, regista e produttrice cinematografica statunitense
- 1997 - Erik Wekesser, calciatore tedesco
- 1998 - Berkay Bayraktar, pallavolista turco
- 1998 - Elijah Clarance, cestista svedese
- 1998 - Arthur Gomes Lourenço, calciatore brasiliano
- 1998 - Juan Iglesias, calciatore spagnolo
- 1998 - Kim Dong-han, cantante e ballerino sudcoreano
- 1998 - Chika Kobayashi, fondista giapponese
- 1998 - Iúri Leitão, pistard e ciclista su strada portoghese
- 1998 - Ezequiel Mena, hockeista su pista argentino
- 1998 - Giulia Murada, scialpinista e fondista di corsa in montagna italiana
- 1998 - Pedro Piquet, ex pilota automobilistico brasiliano
- 1998 - Petar Rubić, calciatore croato
- 1998 - Patrick Sontheimer, calciatore tedesco
- 1998 - Sara Waisglass, attrice canadese
- 1999 - Lisa Adams, atleta paralimpica neozelandese
- 1999 - Paulson Adebo, giocatore di football americano statunitense
- 1999 - Nefisa Berberović, tennista bosniaca
- 1999 - Guglielmo Caruso, cestista italiano
- 1999 - Asila Mirzayorova, atleta paralimpica uzbeka
- 1999 - Kregor Zirk, nuotatore estone
- 2000 - Mikkel Damsgaard, calciatore danese
- 2000 - Krešimir Krizmanić, calciatore croato
- 2000 - Jackson Makoi, cestista sudsudanese
- 2000 - Marvin Park, calciatore spagnolo

## XXI secolo(39)
- 2001 - Promise David, calciatore canadese
- 2001 - Folarin Balogun, calciatore statunitense
- 2001 - Marta Bertoncelli, canoista italiana
- 2001 - Leo Greiml, calciatore austriaco
- 2001 - Isis Holt, atleta paralimpica australiana
- 2001 - Denis Huseinbašić, calciatore tedesco
- 2001 - Paris Johnson Jr., giocatore di football americano statunitense
- 2001 - Geoffrey Kirwa, siepista keniota
- 2001 - Tobias Klysner, calciatore danese
- 2001 - Andrei Mărginean, calciatore rumeno
- 2001 - Federico Paradela, calciatore argentino
- 2002 - Zini, calciatore angolano
- 2002 - Roberto Fernández Jaén, calciatore spagnolo
- 2002 - Marvin Keller, calciatore svizzero
- 2002 - Iván Leguizamón, calciatore paraguaiano
- 2002 - Andrea Papetti, calciatore italiano
- 2002 - Matti Peltola, calciatore finlandese
- 2002 - Guillermo Pereira, calciatore uruguaiano
- 2002 - Olivier-Maxence Prosper, cestista canadese
- 2002 - Andrija Radulović, calciatore montenegrino
- 2002 - Tomáš Rigo, calciatore slovacco
- 2002 - Ryan Rollins, cestista statunitense
- 2002 - Arthur Sales, calciatore brasiliano
- 2002 - Dominykas Stenionis, cestista lituano
- 2003 - Rza Cəfərov, calciatore azero
- 2003 - Maximillian Giuliani, nuotatore australiano
- 2003 - Sai'vion Jones, giocatore di football americano statunitense
- 2003 - Miljan Krpić, calciatore serbo
- 2003 - Pablo Marín, calciatore spagnolo
- 2003 - Jean Montero, cestista dominicano
- 2003 - Álvaro Romero, snowboarder spagnolo
- 2003 - Alessia Tornaghi, pattinatrice italiana
- 2003 - Kasperi Valto, saltatore con gli sci finlandese
- 2004 - Filip Bundgaard, calciatore danese
- 2005 - María Sánchez, tuffatrice messicana
- 2005 - Moritz Zudrell, sciatore alpino austriaco
- 2006 - Eliot Bujupi, calciatore kosovaro
- 2006 - Prestina Ochonogor, lunghista nigeriana
- 2008 - Albina Omirserikova, nuotatrice artistica kazaka

## Senza anno specificato(1)
- Tanaka Ogeretsu, scrittrice e fumettista giapponese